# Tattooed Millionaire
Tattooed Millionaire debitantski je samostalni studijski album britanskog pjevača Brucea Dickinsona. Album je 8. svibnja 1990. godine objavila diskografska kuća EMI.

## O albumu
Projekt je počeo kad je Dickinsonu bilo ponuđeno snimanje pjesme za film Strava u Ulici Brijestova 5: Dijete snova te je tako napisao "Bring Your Daughter... to the Slaughter". Surađujući s Janickom Gersom, budućim gitaristom Iron Maidena, Dickinson je počeo stvarati samostalni album koji je bio značajno različit od njegovih radova s Iron Maidenom zbog manje progresivnog hard rock stila.  "Bring your Daughter..." nije se našao na izvornoj inačici uratka jer je Iron Maiden želio snimiti drugačiju verziju pjesme za svoj album No Prayer for the Dying iz 1990. godine. Pjesma je postala jedini singl grupe koji se našao na prvom mjestu ljestvice britanskih singlova.
Četiri singla s Tattooed Millionairea našla su se na ljestvici top 40 singlova u Ujedinjenom Kraljevstvu te se glavni i naslovni singl "Tattooed Millionaire" našao na 18. mjestu. Obrada skladbe "All the Young Dudes" grupe Mott the Hoople koju je napisao David Bowie također je postigla svojevrstan uspjeh našavši se na 23. mjestu.

## Popis pjesama
Tekstovi i glazba: Bruce Dickinson i Janick Gers osim pjesama "All the Young Dudes", koju je napisao David Bowie, i "No Lies", koju je napisao Dickinson. 
| 1.    | »Son of a Gun«                                  | 5:54 |
| 2.    | »Tattooed Millionaire«                          | 4:27 |
| 3.    | »Born in '58«                                   | 3:39 |
| 4.    | »Hell on Wheels«                                | 3:39 |
| 5.    | »Gypsy Road«                                    | 4:02 |
| 6.    | »Dive! Dive! Dive!«                             | 4:40 |
| 7.    | »All the Young Dudes« (obrada Mott the Hooplea) | 3:48 |
| 8.    | »Lickin' the Gun«                               | 3:16 |
| 9.    | »Zulu Lulu«                                     | 3:27 |
| 10.   | »No Lies«                                       | 6:22 |
| 43:14 |                                                 |      |

| Bonus skladbe iz proširene inačice iz 2002. godine | Bonus skladbe iz proširene inačice iz 2002. godine      | Bonus skladbe iz proširene inačice iz 2002. godine | Bonus skladbe iz proširene inačice iz 2002. godine | Bonus skladbe iz proširene inačice iz 2002. godine | Bonus skladbe iz proširene inačice iz 2002. godine | Bonus skladbe iz proširene inačice iz 2002. godine | Bonus skladbe iz proširene inačice iz 2002. godine | Bonus skladbe iz proširene inačice iz 2002. godine | Bonus skladbe iz proširene inačice iz 2002. godine |
| Br.                                                | Skladba                                                 | Autor                                              | Trajanje                                           |                                                    |                                                    |                                                    |                                                    |                                                    |                                                    |
| -------------------------------------------------- | ------------------------------------------------------- | -------------------------------------------------- | -------------------------------------------------- | -------------------------------------------------- | -------------------------------------------------- | -------------------------------------------------- | -------------------------------------------------- | -------------------------------------------------- | -------------------------------------------------- |
| 11.                                                | »Spirit of Joy« (obrada Arthura Browna)                 | Arthur Brown, Michael Harris                       | 3:12                                               |                                                    |                                                    |                                                    |                                                    |                                                    |                                                    |
| 12.                                                | »Darkness Be My Friend«                                 | Dickinson                                          | 2:01                                               |                                                    |                                                    |                                                    |                                                    |                                                    |                                                    |
| 13.                                                | »Sin City« (obrada AC/DC-ja)                            | Bon Scott, Angus Young, Malcolm Young              | 4:37                                               |                                                    |                                                    |                                                    |                                                    |                                                    |                                                    |
| 14.                                                | »Winds of Change«                                       | Dickinson, Gers                                    | 4:14                                               |                                                    |                                                    |                                                    |                                                    |                                                    |                                                    |
| 15.                                                | »Riding with the Angels« (obrada Russa Ballarda; uživo) | Russ Ballard                                       | 4:20                                               |                                                    |                                                    |                                                    |                                                    |                                                    |                                                    |
| 61:38                                              |                                                         |                                                    |                                                    |                                                    |                                                    |                                                    |                                                    |                                                    |                                                    |

| Drugi CD iz proširene inačice iz 2005. godine | Drugi CD iz proširene inačice iz 2005. godine                                 | Drugi CD iz proširene inačice iz 2005. godine                    | Drugi CD iz proširene inačice iz 2005. godine | Drugi CD iz proširene inačice iz 2005. godine | Drugi CD iz proširene inačice iz 2005. godine | Drugi CD iz proširene inačice iz 2005. godine | Drugi CD iz proširene inačice iz 2005. godine | Drugi CD iz proširene inačice iz 2005. godine | Drugi CD iz proširene inačice iz 2005. godine |
| Br.                                           | Skladba                                                                       | Autor                                                            | Trajanje                                      |                                               |                                               |                                               |                                               |                                               |                                               |
| --------------------------------------------- | ----------------------------------------------------------------------------- | ---------------------------------------------------------------- | --------------------------------------------- | --------------------------------------------- | --------------------------------------------- | --------------------------------------------- | --------------------------------------------- | --------------------------------------------- | --------------------------------------------- |
| 1.                                            | »Bring Your Daughter... to the Slaughter« (izvorna inačica iz filmske glazbe) | Dickinson                                                        | 5:00                                          |                                               |                                               |                                               |                                               |                                               |                                               |
| 2.                                            | »Ballad of Mutt«                                                              | Dickinson, Gers                                                  | 3:34                                          |                                               |                                               |                                               |                                               |                                               |                                               |
| 3.                                            | »Winds of Change«                                                             | Dickinson, Gers                                                  | 3:22                                          |                                               |                                               |                                               |                                               |                                               |                                               |
| 4.                                            | »Darkness Be My Friend«                                                       | Dickinson                                                        | 2:03                                          |                                               |                                               |                                               |                                               |                                               |                                               |
| 5.                                            | »Sin City« (obrada AC/DC-ja)                                                  | Scott, A. Young, M. Young                                        | 4:39                                          |                                               |                                               |                                               |                                               |                                               |                                               |
| 6.                                            | »Dive! Dive! Dive!« (uživo)                                                   | Dickinson, Gers                                                  | 4:43                                          |                                               |                                               |                                               |                                               |                                               |                                               |
| 7.                                            | »Riding with the Angels« (obrada Russa Ballarda; uživo)                       | Ballard                                                          | 4:19                                          |                                               |                                               |                                               |                                               |                                               |                                               |
| 8.                                            | »Sin City« (obrada AC/DC-ja; uživo)                                           | Scott, A. Young, M. Young                                        | 4:49                                          |                                               |                                               |                                               |                                               |                                               |                                               |
| 9.                                            | »Black Night« (obrada Deep Purplea)                                           | Ritchie Blackmore, Ian Gillan, Roger Glover, Jon Lord, Ian Paice | 4:33                                          |                                               |                                               |                                               |                                               |                                               |                                               |
| 10.                                           | »Son of a Gun« (uživo)                                                        | Dickinson, Gers                                                  | 5:53                                          |                                               |                                               |                                               |                                               |                                               |                                               |
| 11.                                           | »Tattooed Millionaire« (uživo)                                                | Dickinson, Gers                                                  | 4:35                                          |                                               |                                               |                                               |                                               |                                               |                                               |
| 47:30                                         |                                                                               |                                                                  |                                               |                                               |                                               |                                               |                                               |                                               |                                               |

## Recenzije
Alex Henderson, glazbeni kritičar sa stranice AllMusic, dodijelio je albumu četiri od pet zvjezdica te je izjavio: "Bruce Dickinson započeo je svoju samostalnu karijeru 1990. godine s Tattooed Millionaireom, koji teško da je čista kopija njegovog rada s Iron Maidenom. Mnogi su obožavatelji koji su ga znali kao glavnog pjevača Maidena pretpostavili da će njegov samostalni prvijenac biti sličan Maidenu -- očekivali su album agresivnog, a opet melodičnog fantastičkog metala u stilu Maidena/Ronnieja Jamesa Dia/Black Sabbatha. Ali na Tattooed Millionaireu Dickinson se uglavnom bavi hard rockom/pop-metalom. Ovaj je album pun sjajnih i vedrih pop-metal [skladbi]; mogao bi biti i album Wingera, Bon Jovija ili Def Lepparda. "Lickin' the Gun" više podsjeća na Aerosmith nego na King Diamond, a "Son of a Gun" više podsjeća na Bad Company nego na Candlemass. Iako bi neki obožavatelji Maidena mogli preferirati Dickinsona koji pjeva fantastički metal, činjenica je da je Tattooed Millionaire odličan. Na ovom je albumu Dickinson učinio ono što je njegov britanski sunarodnjak Rob Halford učinio na nekim komercijalnijim albumima Judas Priesta koji su bili nadahnuti pop glazbom -- pokazao je svoju drugu stranu slušateljima i dokazao da ne treba stalno biti u vodama fantastičkog metala. U Dickinsonovom slučaju objava nečeg što je više u stilu popa nije značilo nešto neprirodno ili nemaštovito. Tattooed Millionaire, uz sav svoj sjaj pop-metala, vrlo je hrabar, a Dickinson je dosljedno nadahnut bilo da se bavi izvornim materijalom, bilo da snima pamtljivu obradu "All the Young Dudesa" Davida Bowieja. Na naknadnim se samostalnim uradcima kao što su Balls to Picasso iz 1994. godine i The Chemical Wedding iz 1998. britanski pjevač vratio fantastičkom metalu. Ali se čini da mu je trebao odmor od njega 1990. godine te je Tattooed Millionaire bilo vrlo ugodno iznenađenje."

## Zasluge
| Bruce Dickinson - Bruce Dickinson – vokali - Janick Gers – gitara - Andy Carr – bas-gitara - Fabio Del Rio – bubnjevi | Ostalo osoblje - Chris "Mega" Tsangarides – produkcija, inženjer zvuka - Chris Marshall – pomoćni inženjer zvuka - Nigel "Eisenhower" Green – miksanje - Ian Cooper – mastering - Alastair Thain – fotografija - Ross Halfin – fotografija |